# 절상
절상(切上), 평가절상, 또는 올림은 통화의 가치 수준을 높이는 것을 말한다.
절상은 상품이나 제품, 특히 통화의 가격 변동이며, 이 경우 특히 고정 환율 시스템에서 외화와 관련하여 공식적으로 통화 가치가 상승하는 것이다. 반대로 평가 절하는 통화 가치의 공식적인 감소이다. 변동 환율 하에서 통화 가치의 상승은 평가 절상이다. 구매력을 변경하지 않고 통화의 액면가를 변경하는 것은 절상이 아니라 액면가 변경이다. (이는 일반적으로 액면가가 다르고 일반적으로 더 높은 환율로 새 통화를 발행하여 수행된다. 이전 통화는 변경되지 않은 다음 새 통화가 이전 통화를 대체한다.)
고정환율제에서 중앙은행은 공식적으로 고시된 환율로 외화를 사거나 팔 준비를 함으로써 공식적으로 고시된 환율을 유지한다. 일반적으로 통화 절상은 선택한 기준선을 기준으로 한 국가의 공식 환율에 대해 계산된 조정이다. 기준선은 원칙적으로 임금률에서 금 가격, 외화에 이르기까지 무엇이든 될 수 있다. 고정 환율 제도에서는 국가 정부(특히 중앙 은행)의 결정만이 통화의 공식 가치를 변경할 수 있다.
예를 들어, 정부가 미화 1달러에 해당하는 통화 10단위를 설정했다고 가정해보자. 절상하기 위해 정부는 환율을 달러당 9.9 단위로 변경할 수 있다. 이로 인해 해당 통화는 이전보다 미국 달러로 해당 통화를 구매하는 사람들에게 약간 더 비싸고 미국 달러는 외화로 구매하는 사람들에게 조금 더 저렴하다.

## 같이 보기
- 평가절하